# Rumex bucephalophorus
La acedera de lagarto  (Rumex bucephalophorus) es una especie de plantas de la familia de las poligonáceas.

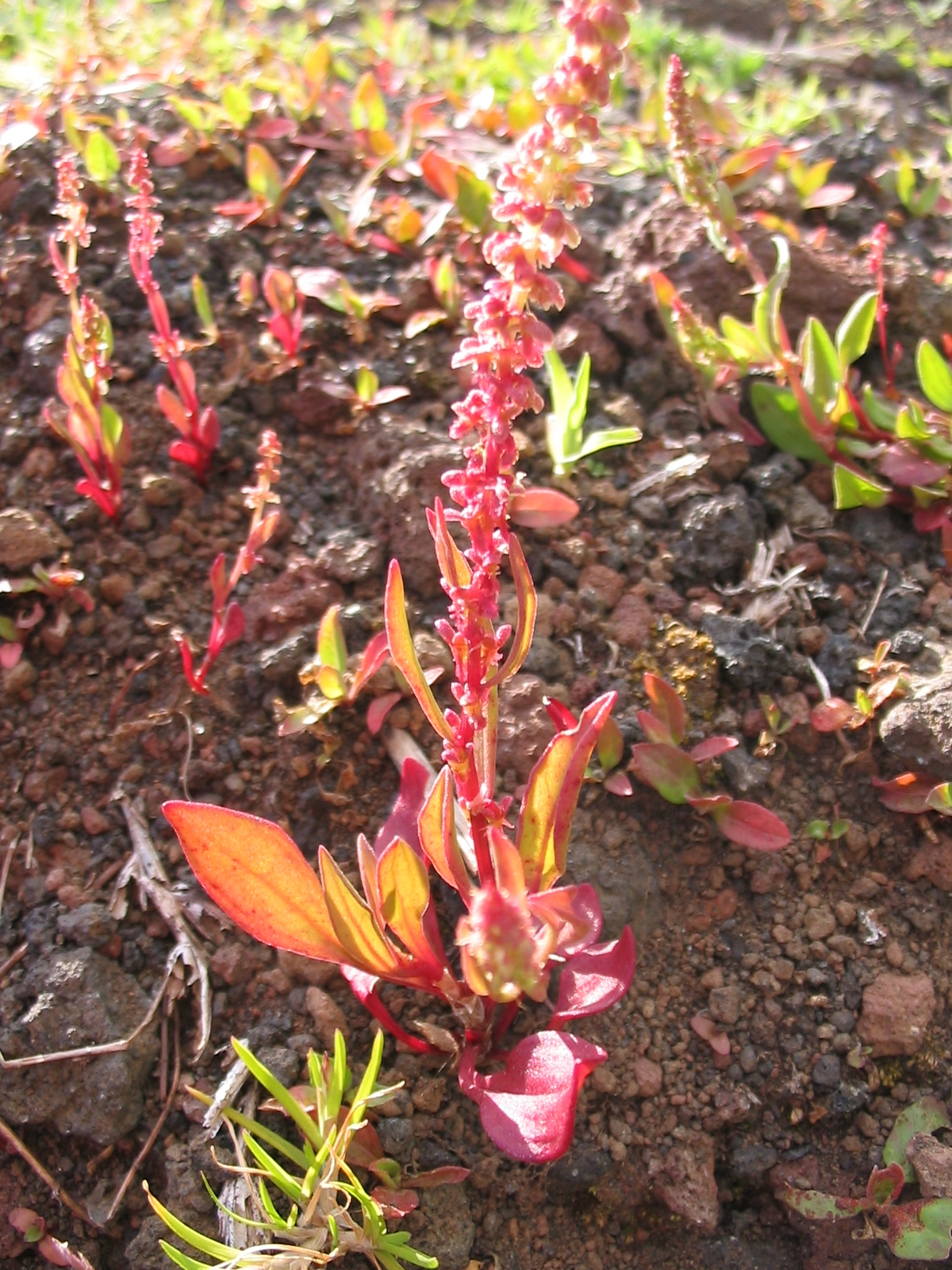

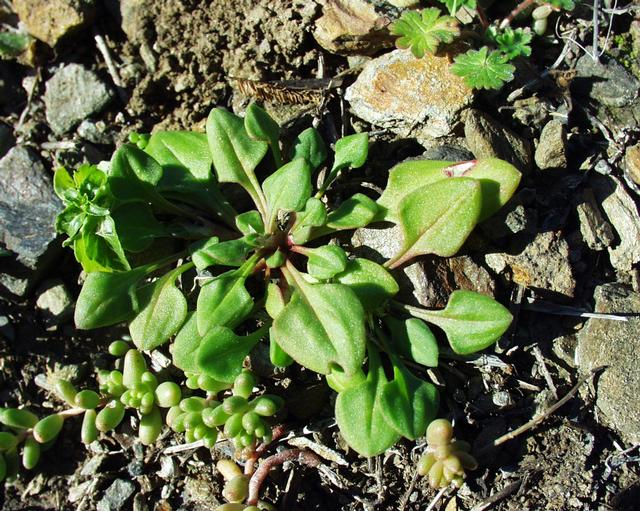
Roseta.

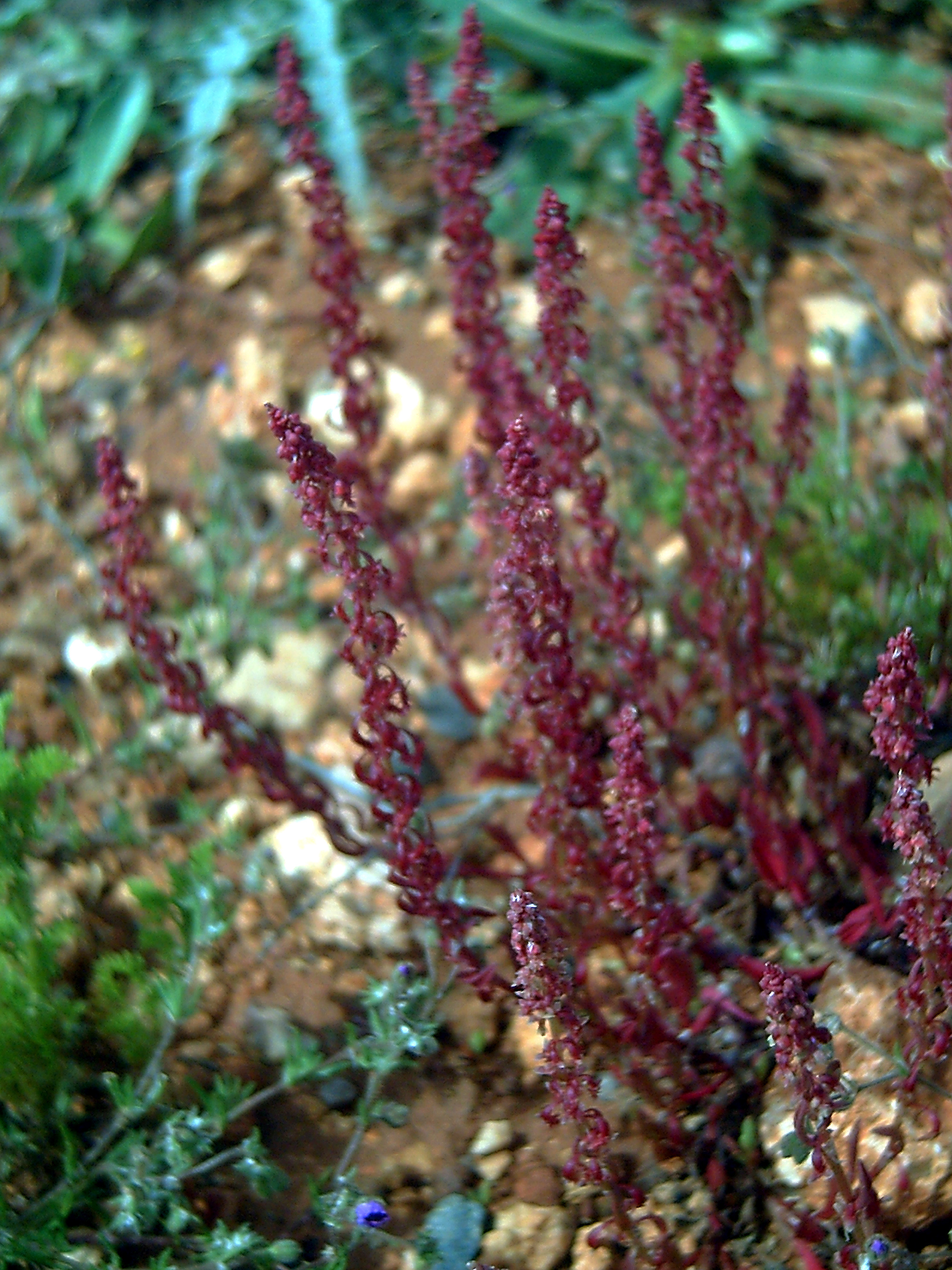
Vista de la planta

## Descripción
Planta muy variable, normalmente anual, erecta, hasta 40 cm de altura. Tallo único o dividido en varios, normalmente no ramificado. Hojas alternas, las inferiores de hasta 2 cm de largo, ovaladas o lanceoladas con ócrea. Flores pequeñas hermafroditas o femeninas, en grupos de 2-3 en las axilas de las hojas. Pedúnculo fino y redondo o ancho y plano. 6 hojas periánticas verdes en 2 círculos, las externas pequeñas y después curvadas, las internas con apéndices en forma de gancho, agrandados en el período de fructificación y rodeando la nuez. 6 estambres, pistilo con 3 grandes estigmas.

## Hábitat
En suelos arenosos y secos, en baldíos y con frecuencia en superficies cultivadas y cerca del litoral.

## Distribución
En el Mediterráneo y hasta Canarias.

## Taxonomía
Rumex bucephalophorus fue descrita por   Carlos Linneo  y publicado en Species Plantarum 1: 336. 1753.
Etimología
Ver: Rumex
bucephalophorus: epíteto que procede del griego boukephalos, que significa cabeza de buey y phoros, que significa llevar, aludiendo a la apariencia de las flores.

## Subespecies
- Rumex bucephalophorus subsp. bucephalophorus
- Rumex bucephalophorus subsp. aegaeus
- Rumex bucephalophorus subsp. canariensis
- Rumex bucephalophorus subsp. gallicus
- Rumex bucephalophorus subsp. hispanicus
- Rumex bucephalophorus var. aegaeus
- Rumex bucephalophorus var. subaegaeus

Sinonimia
- Acetosa aculeata  (L.) Mill.
- Acetosa bucephalophora (L.) Fourr.
- Bucephalophora aculeata subsp. aegaea (Rech.f.) Á.Löve & B.M.Kapoor
- Bucephalophora aculeata subsp. canariensis
- Bucephalophora aculeata subsp. gallica (Steinh.) Á.Löve & B.M.Kapoor
- Bucephalophora aculeata subsp. hispanica (Steinh.) Á. Löve & B.M.Kapoor
- Bucephalophora aculeata (L.) Pau
- Lapathum bucephalophorum (L.) Lam.
- Rumex aculeatus L.
- Rumex membranaceus Poir.[2]

## Nombres comunes
- Castellano: acedera, acedera de lagarto, acedilla, vinagrera, vinagrera borde, vinagrera portuguesa, vinagreras, vinagrillos.[3]